# Lídia
Lídia est un prénom hongrois féminin.

## Personnalités portant ce prénom
- Lídia Dömölky (1936-), escrimeuse hongroise.
- Lídia Jorge (1946-) écrivaine portugaise.
- Lídia Mattos (1924-2013) actrice brésilienne.
- Lídia Guinart Moreno (1966-) femme politique espagnole.
- Lídia Pereira (1991-) femme politique portugaise.

- Pour l'ensemble des articles sur les personnes portant ce prénom, consulter :
  - la liste des articles dont le titre commence par ce prénom
  - les listes produites par Wikidata : Liste des personnes de prénom « Lídia » — même liste en incluant les éventuels prénoms composés qui contiennent « Lídia ».